# Crkva Presvetog Trojstva u Ludbregu
Crkva Presvetog Trojstva je rimokatolička župna crkva u Ludbregu, u Varaždinskoj županiji.

## Povijest crkve
Crkva je vjersko sjedište župe i jedna od najstarijih sakralnih građevina u gradu. Prvi pisani tragovi o župi datiraju iz 1334. godine, a moguće je da je župa postojala i prije. Kroz stoljeća prolazila je kroz različite građevne faze, mijenjali su se stilovi i izgled. Prva crkva je najvjerojatnije bila od drveta. Temelji su postojali prije 15. stoljeća. Crkva je ponovo sagrađena u 15. stoljeću na postojećim temeljima kao bazilika s gotičkim osmerokutnim svetištem. Obnovljena je u 17. stoljeću, kada je Ludbregom gospodario Šura Erdödy. Svoj današnji izgled dobila je značajnim zahvatom u 18. stoljeću, kada je poprimila barokna obilježja. Crkva je trobrodna, s poligonalnim svetištem, sakristijom te zvonikom ispred pročelja. Godine 1721. oko crkve je izgrađen je cinktor, odnosno zid s puškarnicama, na koji je 1771. – 1779. nadograđen trijem s pedesetak toskanskih stupova. Trijem cinktora služio je za sklanjanje hodočasnika od sunca i kiše. Crkva je više puta obnavljana tijekom 19. i 20. stoljeća. Toranj je popravljen 1829. godine. Godine 1940. temeljito je obnovljena unutrašnjost crkve, a zidovi su oslikani freskama slikara Mirka Račkog. Freske tematiziraju Čudo Presvete Krvi Isusove.
Godine 1989. misno slavlje predvodio je papinski nuncij msgr. Gabrijel Montalvo. Crkva je bila središte hodočašća u Ludbreg, Presvetoj Krvi Kristovoj sve do izgradnje Zavjetne kapele i svetišta Predragocijene Krvi Kristove 1996. godine. Hodočasnici i dalje posjećuju crkvu. Crkva je tijekom devedesetih obnovljena za vrijeme župnika Josipa Đurkana. Drveni oltar zamijenjen je mramornim, zidne freske obnovio je Zlatko Genc iz Bednje. Kada je Varaždin postao sjedište biskupije, ludbreška župa je pripala pod varaždinsku biskupiju. Prvi biskup msgr. Marko Culej posvetio je novi oltar.

## Crkveni inventar
Najvrednije djelo crkvenoga namještaja je drvena polikromirana propovjedaonica iz oko 1750. godine, djelo kipara Stjepana Severina iz Križevaca. Na govornici se nalaze kipovi crkvenih otaca, a između njih u reljefu biblijske scene: Žrtva Abrahamova, Mojsije pred gorućim grmom, Trublje Jerihonske, Viđenje proroka Danijela i Povratak sina razmetnoga. Na baldahinu su skulpture trojice arkanđela. Propovjedaonica je vrijedno djelo barokne skulpture, a ističe se širokom tematskom ikonografijom i bogatstvom figuralnog i ornamentalnog ukrasa.
Preostali inventar potječe s početka 20. stoljeća. Nove orgulje kupljene su 1905. od češke tvrtke Rieger, a oltari, nabavljeni 1910. godine, rad su tirolske radionice kipara Franza Schmalzla iz St. Ulricha u Tirolu.

## Pokaznica s relikvijom Krvi Kristove
U kapeli u ludbreškom starom gradu, dogodilo se čudo 1411. godine. Jedan svećenik slavio je svetu misu. Za najvažnijeg dijela, svećenik je posumnjao u istinitost tvrdnje, kako on nakon pretvorbe u rukama drži pravo Tijelo Isusovo, a u kaležu pravu Krv Isusovu. Dospijevši do dijela svete mise gdje se Sveta Hostija lomi u tri dijela, svećenik je opazio, da se u kaležu nalazi prava svježa krv. Silno zbunjen i prestrašen neočekivanim događajem, brzo je spremio kalež sa Svetom Krvlju iza oltara i završio misu.
Relikvija se čuvala u pokaznici u kapeli do Velikog četvrtka 1785., kada ju je župnik Filip Sever prenio u crkvu Presvetog Trojstva. Nakon toga bila je dugotrajna parnica između vlastelinstva Batthyány vlasnika kapele i župnika. Austro-ugarski car presudio je u korist župnika i relikvija ostala u župnoj crkvi. Čuva se u pokaznici, koju je darovala Eleonora Terezija Batthyány, grofica od Strattmana. Pokaznicu je izradio Caspar Riss von Rissenfels u Augsburgu u Njemačkoj.  
Za vrijeme II. svjetskog rata postojala je opasnost, da pokaznica s relikvijom bude devastirana. Svećenik Faustin Čubranić, tadašnji ludbreški bogoslov, tajno je sakrio pokaznicu u predvorju crkve s lijeve strane prije ulaza. U nišu je s pokaznicom spremio i jedna misal starijeg datuma i kalež. Zazidao je, ožbukao i premazao vapnom. Na hodočašćima 1943. i 1944. godine pokaznice nije bilo na oltaru. Tek 1945. kada je rat završio i stanje se popravilo, isti svećenik je odzidao pokaznicu i vratio je na staro mjesto u sakristiju crkve. Svećenik je tek 198.9. godine otkrio svoju priču drugim svećenicima.  
Papa Leon X. crkvu je obdario oprostima od vremenitih kazni koje se nakon smrti moraju odsluživati u čistilištu. Četiri su uvjeta pod kojima se može ostvariti taj oprost u ovoj crkvi, gdje se relikvija čuva i izlaže vjernicima na štovanje i poticanje pobožnosti prema Euharistijskom Spasitelju, naročito na prvu nedjelju rujna: pohoditi crkvu u Ludbregu, ispovijediti se i pričestiti, na nakanu pape izmoliti par molitvi u čast Sv. Krvi, izvršiti jedno djelo milosrđa.

## Unutarnje poveznice
- Relikvija Krvi Kristove iz Ludbrega
- Svetište Predragocjene Krvi Kristove u Ludbregu
- Kapela Sv. Križa u Ludbregu
- Ludbreg

## Vanjske poveznice
- Službene stranice Svetišta Predragocjene Krvi kristove  Arhivirana inačica izvorne stranice od 18. rujna 2020. (Wayback Machine)